# Ilattia spissa
Ilattia spissa är en fjärilsart som beskrevs av W. Warren 1913. Ilattia spissa ingår i släktet Ilattia och familjen nattflyn. Inga underarter finns listade i Catalogue of Life.